# Deformography
«Deformography» es el track número 7 del álbum: Antichrist Superstar, del roquero estadounidense Marilyn Manson. El Track pertenece a la segunda parte del álbum, titulada: "Inauguration of the Worm" y es de 1996. La canción no es un sencillo, ni tiene video musical, pero es un Track que Marilyn Manson ya canto en sus conciertos o giras. El track solo se encuentra en dicho álbum (Antichrist Superstar). La canción empieza con música y después empieza a cantar Marilyn Manson. Hasta ahora no se ha anunciado la reaparición de la canción en otro álbum o DVD de Marilyn Manson.

## Letra
Aquí esta la letra de la canción, retomada de WikiManson:
```
    when you wish upon your star
    don't let yourself fall, fall in too hard
    I fell into you and I'm on my back
    an insect decaying in your little trap
    I squirm into you, now I'm in your gut
    I fell into you, now I'm in a rut
    "i lift you up like the sweetest angel, I'll
    tear you down like a whore. i will bury your
    god in my warm spit, you'll be deformed in
    your porn"
    rock star yeah (you're such a dirty, dirty)
    rock star yeah (dirty, dirty, dirty)
    you eat up my heart and all the little parts
    your star is so sharp
    it leaves me jagged holes
    I make myself sick just to poison you
    if I can't have you then no one will
    "i lift you up like the sweetest angel, I'll
    tear you down like a whore. i will bury your
    god in my warm spit, you'll be deformed in
    your porn"
    rock star yeah (you're such a dirty, dirty)
    rock star yeah (dirty, dirty, dirty)
    you are the one i want and what i want is so
    unreal
    i'm such a dirty Rock star yeah...
    (i am the one you want and the one you want
    is so unreal)
```

- Datos: Q5801430